# Фидел Кастро
Фидѐл Алеха̀ндро Ка̀стро Рус (на испански: Fidel Alejandro Castro Ruz( audio)) е кубински политик, министър-председател на Куба от февруари 1959 до декември 1976 г., а след това – председател на Държавния съвет на Куба (президент). От 1961 до 2011 г. е първи секретар на ЦК на Кубинската комунистическа партия.
Фидел Кастро става министър-председател на Куба след Кубинската революция, която отхвърля подкрепяната от САЩ диктатура на Фулхенсио Батиста. През 1965 г. преобразува организацията „Движение 26 юли“ в Кубинска комунистическа партия и става неин първи секретар. Установява в страната еднопартийна система и я трансформира в социалистическа република. През 1976 г. става председател на Държавния съвет на Куба. Той също заема поста върховен главнокомандващ на Въоръжените сили на Куба.
Поради заболяване през лятото на 2006 г. прехвърля временно правомощията си на първия вицепрезидент – своя по-малък брат Раул Кастро. На 19 февруари 2008 г., пет дни преди края на своя мандат, той обявява, че не желае и няма да приеме нов мандат на президент или армейски главнокомандуващ. На 24 февруари 2008 г. той напуска всички държавни длъжности, а Народното събрание на Куба избира Раул Кастро за председател на Държавния съвет на Куба. На 19 април 2011 г. Кастро напуска и поста първи секретар на управляващата партия.
На 25 ноември 2016 в 22:29 (местно време) Фидел Кастро умира в дома си в Хавана на 90-годишна възраст.

## Биография

### Произход и младежки години
Фидел Кастро е роден през 1926 г. в плантация за захарна тръстика край Биран, Източна Куба. Син е на Анхел Кастро и Аргис, галисийски имигрант, който става относително заможен след работа в захарната индустрия и умели инвестиции, и неговата прислужница Лина Рус Гонсалес. По това време баща му е женен за друга жена, Мария Луиса Аргота. Фидел Кастро има двама братя (Рамон и Раул), и четири сестри (Анхелита, Хуанита, Енма и Агустина), както и един полубрат (Педро Емилио) и една полусестра (Лидия), отгледани от първата съпруга на баща му. През 1941 г. Анхел Кастро се развежда и се жени за майката на Фидел, а две години по-късно го признава официално за свой син.
Сведенията за образованието на Фидел Кастро са противоречиви. Според повечето сведения той прекарва години в частни католически училища и завършва средното си образование през 1945 г. в Йезуитското подготвително училище „Белен“ в Хавана. По-късно през същата година той започва да учи право в Хаванския университет, където се включва активно в сблъсъците между студентски групи с различни политически възгледи.
През 1947 г. Фидел Кастро се присъединява към лявата Ортодоксална партия, основана малко преди това от Едуардо Чибас. Чибас се кандидатира за президент, като обвинява президента Рамон Грау Сан Мартин в корупция и се обявява за премахване на стария политическия елит и установяване на икономическа независимост от Съединените щати. Макар че Чибас губи изборите, Кастро остава един от неговите активни поддръжници. През 1948 г. участва в студентска конференция в колумбийската столица Богота, където се включва активно във възникнали по същото време безредици. След завръщането си в Куба се жени за Мирта Диас Баларт, студентка от богато семейство, а през 1950 г. завършва университета.

### Начало на политическа кариера
След дипломирането си Фидел Кастро става адвокат в Хавана, но остава активно ангажиран с Ортодоксалната партия. Става известен със своите силно националистически възгледи и своето противопоставяне на влиянието на Съединените щати в кубинските вътрешни работи. По време на кандидатпрезидентската кампания на Едуардо Чибас през 1951 г. Кастро присъства на радиопредаване, по време на което Чибас се прострелва в корема, малко след което умира. През 1952 г. самият Кастро се кандидатира за място в парламента, но изборите са отменени след военен преврат, оглавяван от генерал Фулхенсио Батиста.
Режимът на Батиста се ползва с подкрепата на консервативните среди в Куба и е официално признат от Съединените щати. Кастро, който по това време се разграничава от Ортодоксалната партия, прави опит да предяви формални обвинения срещу Батиста в нарушение на Конституцията, но Конституционният съд отказва да разгледа внесената от него петиция.

### Нелегална дейност
През следващите месеци Фидел Кастро изоставя адвокатската си практика и организира нелегална група, в която участва и брат му Раул. Тя се стреми да организира преврат срещу Батиста и активно се снабдява с оръжие. За тази цел на 26 юли 1953 г. те организират нападение срещу казармата Монкада, военен гарнизон край Сантяго де Куба. Резултатът е катастрофален, като над 60 от 135-те души, участващи в атаката се убити. Кастро с група други участници успява да избяга в планините Сиера Маестра, но малко по-късно и те са заловени. Не е напълно изяснено защо Фидел и Раул Кастро не са убити при залавянето, както повечето им съучастници.
След нападението на казармата Монкада Фидел Кастро е осъден на 15 години затвор. Пред съда Кастро произнася защитна реч, станала известна под името „Историята ще ме оправдае“. Той започва да излежава присъдата си в затвор за политически активисти на остров Пиньос, но през май 1955 г. е освободен при обща амнистия и заминава за Мексико.
На 2 декември 1956 г. се връща нелегално в Куба заедно с осемдесет свои последователи, сред които е и Че Гевара. Осемнадесет месеца Кастро води партизанската съпротива от базата в планината Сиера Маестра. През март 1958 г. публикува манифест, с който призовава кубинците на всенародна борба срещу Батиста. Избухналото въстание е толкова успешно, че той триумфално влиза в Хавана на 8 януари 1959 г. и след един месец става министър-председател на Куба.

### Управление
Кастро превръща Куба в социалистическа държава, извършва големи промени в държавата от социално и икономическо естество. Създава програми, които изцяло повишават грамотността на нацията и повишават качеството на здравните грижи за почти всички кубинци. На 17 май 1959 г. се извършва национализация на промишлеността, банките и външната търговия. Започва се и аграрната реформа, която въвежда кооперативите като форма за владеене и обработка на земята. Забранява се едрата поземлена собственост и владеенето на земя от чужденци.
През 1960-те години Кастро се сближава все повече със СССР. Той подкрепя и революциите за национално освобождение в Латинска Америка, Африка и Азия и става лидер на държавните глави на нациите, които скоро са се освободили от колониалните сили. Кастро става силна опозиция на САЩ, които преди това са били метрополия на Куба. Много американски политици виждат в социалистическата политика на Кастро (а по-рано – и в съюза му със СССР) заплаха за сигурността на САЩ.
През 1961 г. САЩ влошават дипломатическите си отношения с Куба. Американският президент Дуайт Айзенхауер обвинява Кастро, че тласка Куба в ръцете на СССР и на Никита Хрушчов. От 17 до 19 април 1961 г. американското правителство провежда военна операция срещу Куба – САЩ формират наемническа армия от кубински изгнаници, която нахлува в острова с цел да свали от власт управлението на Кастро. В Залива на прасетата кубинската армия убива голяма част от нашествениците и пленява останалите около хиляда души.
В периода 22 – 28 октомври 1962 г. възниква Карибската криза. Американски разузнавателни самолети U-2 откриват кораби на СССР, пренасящи към Куба ракети с атомни бойни глави. Заснети са и ракетни площадки на територията на Куба с насочени ракети към САЩ. Светът е изправен пред ядрена война. Съветският лидер Никита Хрушчов, притиснат от американския президент Джон Кенеди, отстъпва, предлагайки тайно изтегляне на американско въоръжение от Турция, което предложение се приема от САЩ. В замяна на това Съветите изтеглят своите ракети от Куба.
След Карибската криза СССР значително подпомагат износа на кубинската захарна тръстика и продуктите от нея, както и изкупуват за нуждите на СССР голямо количество тръстика, произведена в Куба. Това е от жизненоважно значение за снабдяването на острова, както със стоки от първостепенна необходимост така и с други стоки, тъй като голяма част от населението на страната гладува, а САЩ са наложили на Куба блокада, поради недоволството си от политиката на Кастро. Тогава ЦРУ счита Кастро за един от най-големите си врагове и прави много опити за покушение срещу него (според кубински министър 637 на брой). Опитвани са различни отрови (вкл. соли на талий, от които опада брадата), взрив (вкл. в пура и в раковина под водата), снайперски разстрел, заразяване с туберкулоза и др., но без успех за ЦРУ.
На 15 октомври 1967 г. Фидел Кастро съобщава, че Ернесто Че Гевара е загинал в Боливия по време сражения на партизански отряд с правителствени боливийски войски.
През 1975 г. Фидел Кастро изпраща кубински бойни части в подкрепление на партизаните, борещи се за независимост на Ангола.
Фидел Кастро посещава България два пъти – през 1972 и 1976 г.

### Оттегляне от управление
В писмо от 18 февруари 2008 г. Кастро заявява, че няма отново да приеме поста председател на Държавния съвет и главнокомандващ армията на предстоящото Националното събрание на 24 февруари 2008 г. Писмото е публикувано в онлайн изданието на Кубинската комунистическа партия Granma. Фидел съобщава, че неговото здраве е главна причина за решението му.
| „                                                                                      | Пътят винаги ще е труден и ще изисква разумно усилие от всекиго. Не се доверявам на привидно лесния път на апологетиката или антитезата ѝ – самобичуването. Винаги трябва да сме подготвени за най-лошия вариант. Не може да се забравя принципът да бъдем отговорни, когато успяваме и твърди срещу предизвикателствата. Противникът, когото трябва да победим е изключително силен; обаче съумяхме да му надделеем вече половин век. Това не е моето сбогом към вас. Единственото ми желание да се боря като войник в битката на идеите. Ще продължавам да пиша в рубриката „Размисли на другаря Фидел“. Ще бъда още едно оръжие, на което можете да разчитате. Може би гласът ми ще бъде чут. Ще внимавам. Благодаря! | “ |
| Фидел Кастро Рус, в писмо към читателите на вестника на ККП „Гранма“, 18 февруари 2008 | |   |

На 24 февруари 2008 г. Националното събрание на страната избира за президент брата на Фидел Кастро – Раул Кастро (76 г.), който управлява временно Куба от 31 юли 2006, след като Фидел Кастро претърпява операция. Фидел Кастро умира на 25 ноември 2016 г. Кремиран е на следващия ден.

## Награди
- През 1961 г. получава Ленинска награда за мир от съветското правителство.